# Altınordu
Altınordu, weitläufig bekannt unter seinem vorherigen Namen Ordu (türkisch für „Armee/Heer“, griechisch Κοτύωρα, Transkription: Kotyora) ist der größte Stadtbezirk der gleichnamigen türkischen Großstadt Ordu. Die Großstadt Ordu hat insgesamt 775.800 Einwohner (Stand: 2024). Der Bezirk Altinordu liegt in einer kleinen Bucht an der östlichen Schwarzmeerküste, das Stadtzentrum zählt mehr als 235.000 Einwohner.

## Geographie
Altınordu liegt an einem langen, felsigen Strandabschnitt an der Küstenautobahn E 70, etwa 60 Kilometer östlich von Ünye und 50 Kilometer westlich von Giresun. Der Ort wird im Westen vom 550 Meter hohen, mit dichten Wäldern begrünten Berg Boztepe überragt. Die Landschaft der Schwarzmeerregion zwischen Ünye und Giresun ist vor allem für ihre Haselnussgärten und Wälder bekannt. Die Haselnussproduktion ist der Hauptwirtschaftsfaktor der Stadt.
Durch die Stadt führt die Autobahn entlang der Schwarzmeerküste in Richtung der nächsten größeren Städte Samsun, etwa 150 Kilometer westlich, und Trabzon, 180 Kilometer östlich. Altınordu besitzt einen kleinen Hafen, an dem auch große Schiffe Zwischenstation machen können.
Unter den Bürgern wird die Stadt liebevoll Küçük Paris („Klein-Paris“) genannt, da sich ein enges Straßengeflecht durch die Stadt zieht und auffällige, zum Teil schlanke Gebäudekonstruktionen zum Stadtbild gehören.

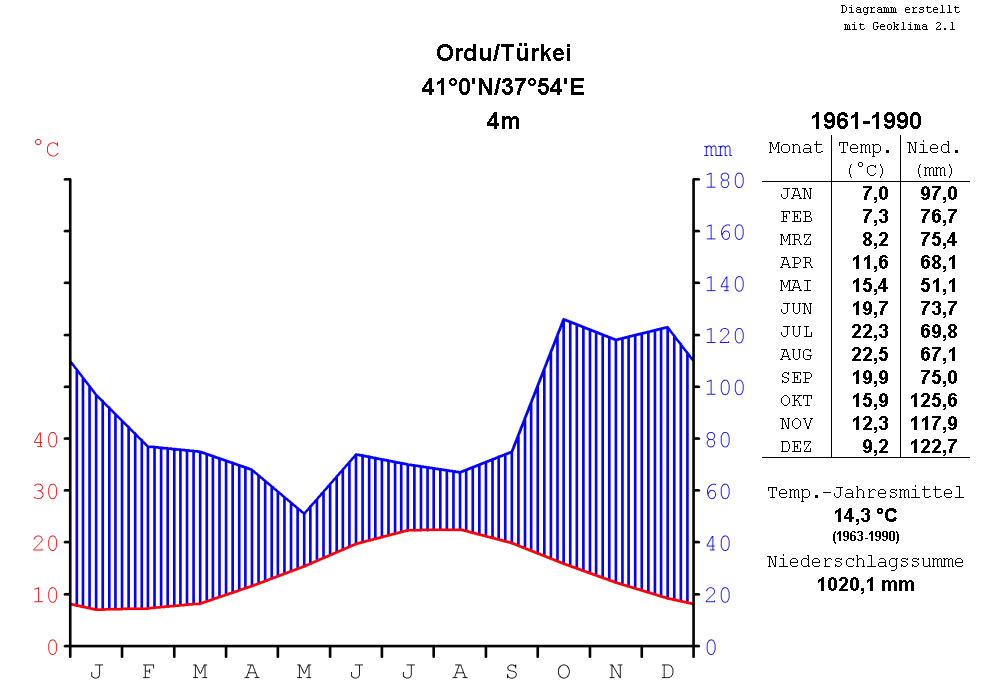
Klimadiagramm der Stadt Ordu

## Etymologie
Ordu bedeutet „Armee“ in der türkischen Sprache. Der Name könnte der Stadt während des 15. Jahrhunderts gegeben worden sein, aufgrund ihrer Bedeutung als osmanischer Stützpunkt. Alternativ könnte der Name auch vom griechischen Kotyora abgeleitet sein.
Ordu war außerdem die Bezeichnung für das Zelt bei den türkischen und mongolischen Stämmen. Der deutsche Begriff „Horde“ ist vom polnischen horda entlehnt, dieses wiederum über türkisch ordu aus tatarisch urdu, „Lager“, vergleiche urmak, „schlagen“.

## Geschichte

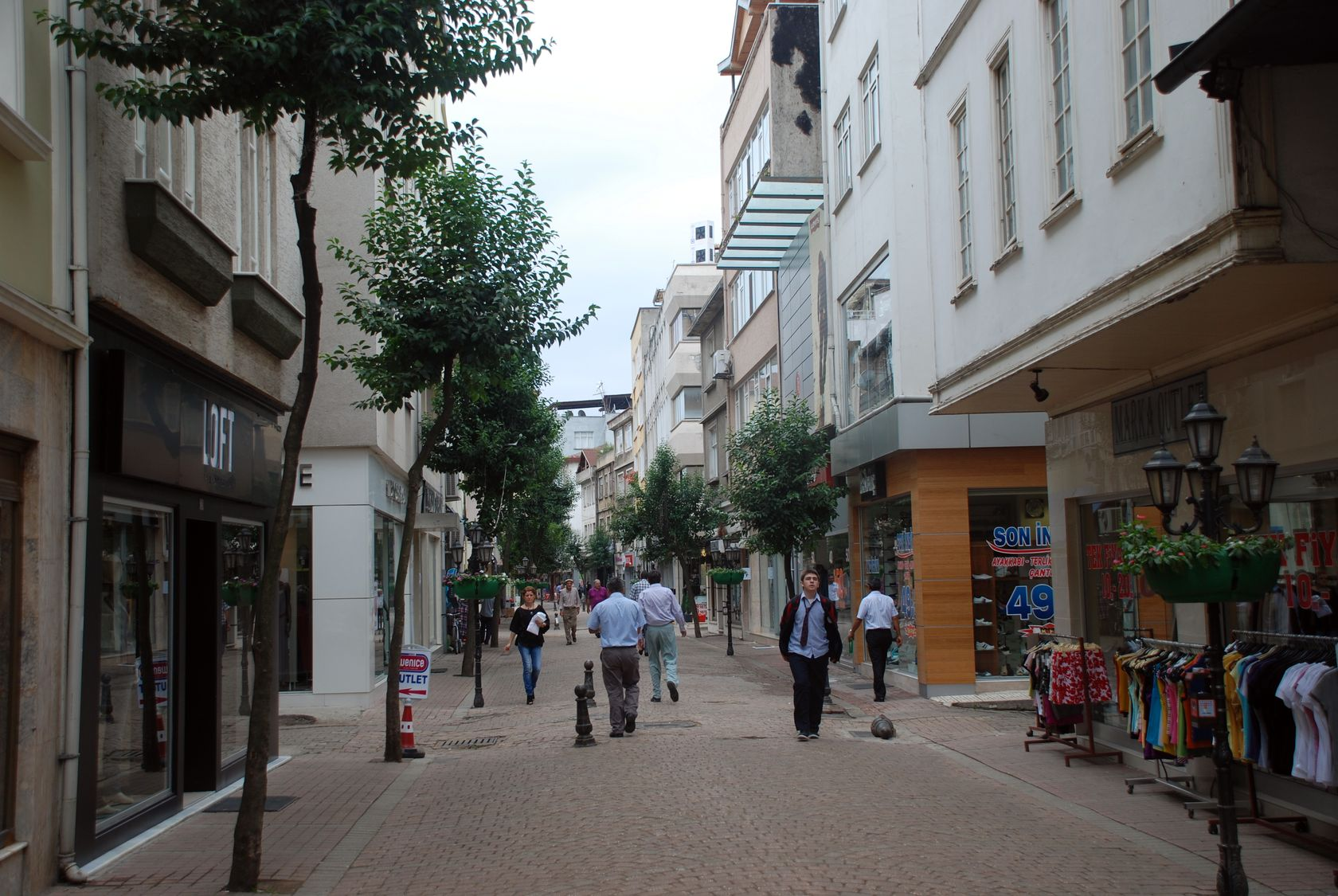
Die Hauptgeschäftsstraße ist eine Fußgängerzone

Der Legende nach sollen bereits die Argonauten auf ihrer Fahrt nach Kolchis hier gelandet sein. Die bisher ältesten Funde aus der Gegend von Ordu stammen aus der Zeit um 1500 v. Chr. Die Stadt Kotyora wurde durch Einwanderer aus der milesischen Kolonie Sinope gegründet. Arrian, Diodor und Ptolemäus erwähnen die Stadt in ihren Berichten. Verschiedene „Gründungsdaten“ im 8. und 7. Jahrhundert v. Chr. werden genannt. Kotyora wurde somit Teil der Kette von griechischen Kolonien entlang der Schwarzmeerküste, die von der antiken Ägäis-Stadt Milet aus besiedelt wurden. Das antike Kotyora war der Ort, an dem Xenophons Griechen (Marsch der Zehntausend) 45 Tage rasteten, bevor sie nach Asien aufbrachen. Um 180 v. Chr. wurde Kotyora Teil des Königreichs Pontos unter König Pharnakes I. In Byzantinischer Zeit scheint die Bevölkerung geschrumpft zu sein.
1095 bis 1175 herrschte die Danischmenden-Dynastie. 1883 zerstörte ein Großbrand die Stadt. Im 19. Jahrhundert war Ordu kurzzeitig unter russischer Besatzung.

## Bevölkerung
Die Bevölkerung besteht aus Türken, einigen Georgiern (türkisch Gürcüler), Lasen, muslimischen Armeniern (Hemşinliler) und einer sehr kleinen Gemeinschaft von Nachkommen der Griechen, die sich weigerten, die Region zu verlassen.

### Bevölkerungsentwicklung der Stadt
Die Zahlen basieren auf dem 2007 eingeführten adressbasierten Einwohnerregister (ADNKS).
| Region     | 2007    | 2008    | 2009    | 2010    | 2011    | 2012    | 2013    | 2014    | 2015    | 2016    | 2017    | 2018    | 2019    | 2020    |
| ---------- | ------- | ------- | ------- | ------- | ------- | ------- | ------- | ------- | ------- | ------- | ------- | ------- | ------- | ------- |
| Merkez     |         |         |         |         |         |         | 186.097 | 195.817 | 202.310 | 205.396 | 213.582 | 200.807 | 217.640 | 224.100 |
| Altınordu  | 167.829 | 168.765 | 171.915 | 177.707 | 183.780 | 186.000 |         |         |         |         |         |         |         |         |
| Büyükşehir | 715.409 | 719.278 | 723.507 | 719.183 | 714.390 | 741.371 | 731.452 | 724.268 | 728.949 | 750.588 | 742.341 | 771.932 | 754.198 | 761.400 |
| %          | 23,46   | 23,46   | 23,76   | 24,71   | 25,73   | 25,09   | 25,44   | 27,04   | 27,75   | 27,36   | 28,77   | 26,01   | 28,86   | 29,43   |

### Bevölkerungszahlen nach Volkszählungen 1927 bis 2000
Nachfolgende Tabelle gibt Auskunft über die Entwicklung der Einwohnerzahlen von Stadt (Şehir), Kreis (İlçe) und Provinz (İl) Ordu. Die Zahlen wurden den als PDF-Dateien veröffentlichten Ergebnisse der Volkszählungen der angegebenen Jahre entnommen, abrufbar über die Bibliothek des TURKSTAT (TÜİK) sowie über die Volkszählungsseite des (TÜİK) für die Jahre 1965 bis 2000 (nur in türkischer Sprache)
| Jahr  | 2000    | 1990    | 1985    | 1980    | 1975    | 1970    | 1965    | 1960    | 1955    | 1950    | 1945    | 1940    | 1935    | 1927    |
| ----- | ------- | ------- | ------- | ------- | ------- | ------- | ------- | ------- | ------- | ------- | ------- | ------- | ------- | ------- |
| Şehir | 112.525 | 102.107 | 80.828  | 52.785  | 47.481  | 38.483  | 27.303  | 20.029  | 14.933  | 11.668  | 10.346  | 10.192  | 10.115  | 8.209   |
| İlçe  | 150.586 | 142.075 | 151.361 | 132.950 | 125.703 | 115.787 | 100.996 | 85.363  | 95.804  | 88.557  | 79.820  | 97.892  | 146.180 | 113.004 |
| İl    | 887.765 | 830.105 | 763.857 | 713.535 | 664.290 | 608.721 | 543.863 | 469.379 | 407.687 | 373.028 | 333.008 | 305.017 | 283.054 | 201.302 |

## Stadtbild
Die Küstenstraße E 70 heißt innerhalb des Stadtgebiets Atatürk bulvarı, an den zentralen Platz westlich dieser Straße grenzt eine Markthalle. Die Innenstadt ist durch Fußgängerzonen mit modernen Wohn- und Geschäftshäusern geprägt. Wohnhäuser aus osmanischer Zeit sind kaum noch vorhanden. Die ältesten Gebäude stammen aus dem 19. Jahrhundert. In der Stadtmitte wurde eine armenische Kirche zu einem Kulturzentrum umgewidmet.
Seit 2006 besteht die Universität Ordu. Auf den Ausflugsberg Boztepe führt eine 2011 fertiggestellte, über zwei Kilometer lange Seilbahn.
Die restaurierte griechisch-orthodoxe Taşbaşı-Kirche von 1853 steht oberhalb der Ausfallstraße Richtung Samsun. Sie wurde eine Zeit lang als Gefängnis genutzt und diente ursprünglich vermutlich als Pfarrkirche für das Fest Hypapante der orthodoxen Kirchen. Nach einem Umbau finden darin heute Kulturveranstaltungen statt. Das Bauwerk besitzt an allen vier Seiten zwei umlaufende Fensterreihen mit flachen Bogenwülsten. Die Längswände sind durch Pilaster, die an der Traufe in ein Gesims münden, in fünf Wandflächen gegliedert, die Giebelseiten in drei Flächen. Das Gesims setzt sich an den Giebeln fort.
Die Bauarbeiten für den Flughafen Ordu-Giresun begannen im Juli 2011 auf einer künstlichen Insel im Meer 15 Kilometer östlich der Stadt. Er wurde 2015 fertiggestellt.

## Wirtschaft  und Politik
Die Stadt ist das Zentrum einer großen Haselnuss-Industrie, zum Beispiel Sağra (einer der größten Haselnussverarbeiter und -exporteure) und Fiskobirlik (größte Haselnuss-Genossenschaft der Welt). Es werden auch Haselnussöle und Nougatcremes sowie das Haselnussmus Findik ezmesi hergestellt.

## Kultur
Die lokale Musiktradition ist typisch für die Schwarzmeer-Region. Das bekannteste Instrument ist die Kemençe.
Die Küche ist türkisch und georgisch beeinflusst. Typisch sind Fisch- und Kohlgerichte. Lokale Spezialitäten sind unter anderem:
- Haselnussprodukte, Nougat, Schokolade
- Hamsi, türkische Sardellenart
- Pancar Çorbası, Rote-Bete-Suppe
- Mısır Ekmek, Maisbrot
- Su Börek, Blätterteig mit Käsefüllung

### Sport
In Altınordu befindet sich das Ordu 19 Eylül Stadyumu, Heimstadion des Fußballvereins Orduspor.

## Persönlichkeiten
- Fikri Sönmez (1938–1985), Politiker
- İbrahim Fırtına (* 1941), General der Luftstreitkräfte
- Ertuğrul Günay (* 1947), Kultur- und Tourismusminister
- Mehmet Hilmi Güler (* 1949), Energieminister
- Münir Akça (1951–2016), Schauspieler
- Kemal Yıldırım (* 1958), Fußballspieler und -trainer
- Cevat Güler (* 1959), Trainer von Galatasaray Istanbul
- Ali Osman Öztürk (* 1960), olkskundler und philologisch orientierter Liedforscher
- Gülbahar Kültür (* 1965), Schriftstellerin
- Ercan Özçelik (* 1966), deutscher Schauspieler
- Yurdal Tokcan (* 1966), türkischer Oudspieler, Musikpädagoge und Komponist
- Hatice Aksoy-Woinek (* 1968), deutsche Pädagogin und Autorin
- Ömer Kılıç (* 1971), Fußballspieler
- Zehra Zümrüt Selçuk (* 1979), Ökonomin und Politikerin
- Arda Arslan (* 1995), Fußballspieler

## Partnerstädte
- Batumi, Georgien (2010)

## Belege
1. ↑  Nufusu.com, abgerufen am 10. Februar 2020
2. ↑  Xenophon, Anabasis, V. 5.
3. ↑  Zu den unterschiedlichen Gründungsdaten von Sinope (631 und vor 756 v. Chr.) s. vor allem A. John Graham: The Date of the Greek penetration of the Black Sea. BICS (Bulletin of the Institute of Classical Studies) V, 1958, S. 25ff. (mit Nennung der antiken Quellen und Interpretation); vgl. auch: Robert Drews: The earliest Greek Settlements on the Black Sea. JHS 96 (1976), S. 18–31, bes. 18f.; Norbert Ehrhardt: Milet und seine Kolonien. Vergleichende Untersuchung der kulturellen und politischen Einrichtungen (= Europäische Hochschulschriften. Reihe 3: Geschichte und ihre Hilfswissenschaften. Band 206). Peter Lang, Frankfurt am Main/Bern/New York 1983; Ekrem Akurgal – Ludwig Budde: Vorläufiger Bericht über die Ausgrabungen in Sinope (= Türk Tarih Kurumu yayınlarından. Band 14). Türk Tarih Kurumu Basımevi, Ankara 1956.
4. ↑  Central Dissemination System/Merkezi Dağıtım Sistemi (MEDAS) des TÜIK, abgerufen am 28. März 2021
5. ↑  Bibliothek des TÜİK
6. ↑  Volkszählungsseite (1965–2000) des (TÜİK), abgerufen am 28. März 2021
7. ↑  Ordu. (PDF; 8,2 MB) Ministry of Culture and Tourism, 2011, S. 9f
8. ↑  Thomas A. Sinclair: Eastern Turkey. An Architectural and Archaeological Survey. Band 2. The Pindar Press, London 1989, ISBN 0-907132-33-2, S. 116f.
9. ↑  Middle East Monitor: Turkey lays the foundation stone for Europe's first artificial island airport. (Memento vom 27. Januar 2014 im Internet Archive)